# 查茲窩斯 (喬治亞州)
查茨沃思（英語：Chatsworth）是一個位於美國喬治亞州莫雷縣的城市。根據2010年美國人口普查，該地人口為4299人，而該地的面積約為12.30平方千米。同時該地也是莫雷縣的縣治。

## 地理
查茨沃思的座標為34°46′20″N 84°46′44″W / 34.77222°N 84.77889°W，而該地的平均海拔高度為227米（即745英尺）。